# パーツのぱ
『パーツのぱ』は、藤堂あきとによる日本の漫画作品。パソコン雑誌『週刊アスキー』および『週刊アスキー 増刊号』（アスキー・メディアワークス）にて2007年11月20日号から2014年6月24日号まで連載。秋葉原にて無料配布される『週刊アスキー 秋葉原限定版』2009年6月号からは、『パーツのぱ』のサイドストーリー『パーツのぱ 菜瀬美の風景』が連載された。

## 概要
電気街・秋葉原にある、小さな自作パソコンパーツショップ「こんぱそ」の日常を描く基本1話4ページ(第135回以前は基本1話2ページ)のショートストーリー漫画。作者が実際に秋葉原で取材をし、団体・商品名等は架空の名称だが世相が反映されている。不定期で2ページ以上の番外編が掲載される。
各話、「電気街　秋葉原　移り行くこの町の　とある小さなパーツショップのいつもの日常」という吹き出しから始まる。

## 登場人物

### パーツショップ「こんぱそ」
入輝（いりてる）
「こんぱそ」のアルバイト店員。平凡な青年で、名ばかりの主人公。釣り目が特徴で、アキバ系としてはイケメン。美少女ゲームが大好きだが、生身の女性は苦手。パーツショップの店員としては比較的優秀だが、かなりの確率で貧乏くじを引く。
本楽 睦葉（もとら むつは）
「こんぱそ」のアルバイト店員。入輝の先輩。髪型は栗色のツインテール、一見すると中学生のようだが、タバコが好きな自称20代（実は30代）の成人女性。小学生の頃から「こんぱそ」に通い詰め、当時、1983年発売のPC-6001mkIIで遊んでいた。大掛かりな装置を一人で組み立てる技術力を持つがその大半が役に立たない。過激な性格で、たまに暴走して騒動を起こすことがある。メイドの格好をするのは「もうそういう年齢じゃない」と断固として嫌がるのに、妹キャラを演じ泣き落としでクレームを処理する。雷は怖くないが、オバケとゴキブリが苦手。「パーツライブス」の西福田からは“職業体験中の中学生”だとバカにされ、店長の娘の菜瀬美からは“タバコ臭いオバさん”と言われ激怒したこともある。
天戸 勇（あまど ゆう）
「こんぱそ」のアルバイト店員。髪型は黒いロングストレート。本楽とは対照的にナイスバディな長身の女性。「こんぱそ」の店員の中では最も背が高く、背の高さにコンプレックスを持っている。菜瀬美曰く“暑苦しい”おっぱい。1990年（平成2年）生まれ（未成年という設定）。面接時に体格と名前から男性だと思われていた。所有パソコンはWindows 95の入ったPC-9821V12 一太郎モデルと10年以上前の古い機種のため自作パソコン関係に疎く、店員になりたての頃はベアボーンPCを“熊の骨”と勘違いしたりちぐはぐな対応をとることもあった。恥ずかしがり屋なのにアイドル願望が強い。身体に合う衣装がないので赤頭巾のコスプレばかりさせられる。
手木崎（てきざき）
「こんぱそ」にバイヤーとしてヘッドハンティングされてやってきたアフロヘアーが特徴の店員。通称：テッキー。業界の事情に詳しく、数字に強い。基本的には無口で無愛想なので店頭に出ることはほとんどなく、事務所にいることが多い。クールでサバサバした印象だが、感情的な一面や心優しい一面を垣間見せることも。勤務時間中でも暇さえあればいつも携帯ゲームをしているが、遊びながらでも的確に商品の発注をかけられるので、店長からの信頼は厚い。実は大手のライバル店「プラントPC」が「こんぱそ」を乗っ取るために送り込んだスパイであったが、「プラントPC」が標的を「パーツライブス」に変えたために、そのまま切り捨てられ「プラントPC」への復帰の芽が断たれる（事情を知らないプラントPCの元同僚からは裏切者と思われている）。「こんぱそ」の店員になりきる覚悟をした後は、勤務中に店内でゲームをしている描写はない。ゲームの腕前は下手。その後、「こんぱそ」を辞めて、「パーツライブス」の店員となる。
店長（名前は不明）
「こんぱそ」の雇われ店長。髪型は七三分けでメガネのどこにでもいるような中年男性。ぎっくり腰になりやすく周りに迷惑をかけることもある。センスは良くなく、揉め事が起きるとすぐに逃げ出す。行動範囲は秋葉原のみで、ゲームセンターでは“両替おじさん”、漫画喫茶では「デューク13」ばかりを読むので、“デュークおじさん”と呼ばれている。メイド喫茶も大好きで、イベントがあると店を空けることすらあるほど。溺愛している娘の菜瀬美の親権を離婚した元妻・最炉奈に取られ、独り暮らし。元々、同じビルで営業していた「プラントPC」には、特にライバル心を燃やしているがあまりの規模の違いから太刀打ちできなくなったので、矛先が同規模の「パーツライブス」へと向けられる。実際に店長になる以前から、当時の同僚だった本楽の兄に「テンチョー」というあだ名で呼ばれていた。
本楽 春元（もとら はるもと）
睦葉の兄。昔、「こんぱそ」で働いていたことがあり、現店長は当時の同僚。腹黒い性格で、当時のことで未だに店長に怖れられている。店長と同年代だが、妹同様に年齢不詳の若さを保っている。一時期「リスキーオンライン」に販促チームのプロデューサーとして雇われており、「マジカルプリンセスオンライン」の特典アイテムに関する設定でも悪戯心を起こして現場に混乱を起こし、そのまま退職して、後任の佐久間に迷惑をかけた。現在は日本最大の量販店「トヨシマデンキ」に勤めている。
社長（名前は不明）
「こんぱそ」（および「こんぱん」）の経営者で、普段はこんぱそとは別のビルにある社長室にいる。右の頬に傷がある。経営者としてはやり手のようで、店の業績に厳しく店長や手木崎には恐れられているが、本楽に対しては甘く、「睦葉ちゃん」と呼び、タメ口で会話しても嫌がりはしつつも怒らない。
秘書（名前は不明）
「こんぱそ」（および「こんぱん」）の経営者の社長秘書、であるはずだが、社長を「うるさいです」と一喝して謝らせることできる人物。ほぼ無表情。
菜瀬美（なせみ）
『週刊アスキー』秋葉原限定版に掲載のサイドストーリー『パーツのぱ 菜瀬美の風景』に登場。
「こんぱそ」店長の娘。PCパーツについてとても詳しい小学生。父親である店長に甘やかされて育ったため、とてもワガママな性格になってしまっている。社会科の宿題の“会社の仕組み”の観察のためにと称して、毎月「こんぱそ」へ手伝いにやって来たが、その後、両親の離婚で別れて暮らすことになった大好き♥な父親に会うために来ていると白状した。
『イコとナセミのドキドキアドベンチャー』に大学生になった菜瀬美が登場する。

### パーツショップ「パーツライブス」
佐久間（さくま）
「こんぱそ」のはす向かいのライバル店「パーツライブス」店長。店長時代は「こんぱそ」にフライング販売を持ちかけ騙そうとする狡賢さを見せていた。店が潰れて「プラントPC」に買収された後も西福田店長の下でフロア長として働いていたが、結局、退職して店を去った。その後、「リスキーオンライン」に就職する。
西福田（にしふくだ）
「プラントPCグループ」の傘下に入った「パーツライブス」の新店長。以前は「プラントPC」の仙台店に居たが、仙台店を閉店させざるを得ない状態にしてしまい秋葉原に戻ってきた。プラントPCの店員から陰口を叩かれている。過去に手木崎と何かあったらしく、暇さえあれば手木崎の行動を気にしている。気が強く嫌みな女性。入輝曰く「美人」。
岩本（いわもと）
「パーツライブス」の店員。勤めていた店が経営不振のために「プラントPC」の傘下に入ったが、他のスタッフと共に引き続き店員として働いている。美少女ゲームが大好き。入輝とは同族嫌悪で犬猿の仲。本楽に一方的な想いを寄せており、天戸にも気持ちが傾きかけるが、本楽一筋を通している。厳しい立場にある西福田を心配する優しい一面も見せている。
単行本第1巻の登場人物紹介にて初めて苗字が判明したが、いつも台車を運んでいることから「こんぱそ」の中で“台車くん”や“台車男”のあだ名で呼ばれている。
ポニーテールの子（名前は不明）
「パーツライブス」の店員。体格は大きくもなく小さくもなく標準的なスタイル。髪型がポニーテールで、長めな前髪で目元を見せないので素顔が見えない。岩本と同様に引き続き店員として働いている。「こんぱそ」に対して特別対抗心を抱いているわけではないようで、「こんぱそ」店長にもきちんと挨拶をする愛想のいい性格。「こんぱそ」店長と入輝には好評価。

### その他
吉田（よしだ）
アキバ系ニュースサイト「アキバ24」の記者。派手な行動の多い「こんぱそ」を気に入り、よく記事のネタにしている。入輝と本楽からは彼の書く記事のせいで世間に恥を晒されているため、嫌われている。ときどき語尾に関西弁が混じる話し方をする。武度の「創作料理」を美味いと評すゲテモノ食い。
松永（まつなが）
表通りに店を構える大手パソコンショップ「プラントPC」の店長。小規模ショップを虫けらを見るかのような態度を見せる。プライドが高い。「こんぱそ」の中で“無口”と呼ばれている。ショップ対抗のゲーム大会ではルールで禁止されているプロのゲーマーを雇ったり、他店のショップブランドのパソコン販売を潰すようにメーカにけしかけたりと熾烈な営業を行う。「こんぱそ」の社長とは同じビルに出店していた過去からか、面識がある様子。
連載時には“支店長”という設定だったが、単行本では“店長”に変更されている。後に出世して第185回の時点では”総店長”になっている。
菊池（きくち）
PCパーツの代理店「オーパーツ」の営業担当。「こんぱそ」に様々なトラブルを持ち込む。少年サッカーに所属している息子がいる。
詩緒州（しおす）
「こんぱそ」の2階に社長のアイディアでオープンしたサンドイッチ店、「こんぱん」のフロア担当。以前、メイド喫茶「はんど★メイド」で「ディア」の源氏名で働いていた頃は「こんぱそ」の店長に一緒にツーショットチェキを撮ったこともあるほど贔屓にされていた。
武度（ぶど）
「こんぱん」の厨房担当。詩緒州の弟。ガタイがよく、コワモテな上に無口。料理の腕は悪くないが、「創作料理」に走ると途端にひどいものになってしまう。自分への悪口を言った客にはこっそり「創作料理」を出して仕返ししているので、自分でもそのことは自覚している様子。年齢に関係なく古いPCに興味があり、こんぱその倉庫に眠っていたPC88に関心を寄せていた。
加藤（かとう）
「こんぱそ」によく来るお客さん。他店でも値切ったりクレームをつけていたりしている模様。入輝とのエンカウント率が高く、初対面の印象は悪かったものの、入輝は加藤からのメールをロッカーに貼って保存している。態度や厳つい顔に似合わず、文面はものすごく丁寧。菜瀬美の同級生の顔の似てない娘がいる。

### マスコットキャラ
こんぱそちゃん
「こんぱそ」のイメージキャラクタ。子供のラクガキのようなシンプルなデザインをしている。アイネちゃんをヒントに本楽が考案し、店舗に掲げられている店名看板、入り口案内看板、店頭貼り付け広告等に掲載されており、店長以下「こんぱそ」イメージキャラクタとして公認している模様。ちなみに店舗に掲げられている店名看板には目部分に他店に内緒でその名も“こんぱそEye”と呼ぶ本楽特製の隠しカメラ内蔵であったが、後に撤去され、代わりに発光してセールを告知するようになった。
アイネちゃん
バルカン星からやってきたという設定の着ぐるみ型アイドル。アキバ系ニュースサイト「アキバ24」にてコラムを連載している。「こんぱそ」一日店長をした。特技は創作ダンス。
トライ子
「双六問屋」さんの紹介で「トライコ」のプロモーション部の鈴木から依頼され本楽睦葉が二度の修正に渡り完成させたキャラクターを元に作られたイメージキャラクター。

## 作中の用語
PHANTASY FANTASY
元ネタはファイナルファンタジー。店頭デモ用にXIがディスプレイされていた。
ハチオ
元ネタはディスプレイ装置専業メーカーナナオ。店長が27インチのディスプレイを福袋の目玉商品にしようとしたが景品表示法に抵触し諦めた。
NVIDEO
NVIDIA Corporation
ELSAN
コンピューター周辺機器メーカーELSA。パッケージのツートンカラーからこんぱそでは「ツートン」と呼ばれていた。
ZODIAC
香港のコンピューター周辺機器メーカーZOTAC。
Quiz Magicians Academia
KONAMIのクイズマジックアカデミーが元ネタと思われる。
URAN
Intel社製のマイクロプロセッサATOMが元ネタと思われる。名称は鉄腕アトムの妹ウランちゃんから。
RAIDEN
AMD社のRadeon
フルーツの国のイチゴ姫
ハドソンの名作アドベンチャーゲーム、サラダの国のトマト姫。ファミコンにも移植された。
夢幻の頭脳
元ネタはクリスタルソフトの夢幻の心臓。
冬月電子
秋月電子通商をもじったもの。
イドショップ
イケショップ をもじったもの。
石田電気
石丸電気をもじったもの。

## 単行本
アスキー・メディアワークスより電撃コミックスEXレーベルで刊行。
1. 1巻 ISBN 9784048678735（2009年5月27日発売）  - 初版があまりに品薄だったため、緊急増刷されたものが6月15日頃に発売された。一部の店では表紙と裏表紙のデザインをつなげたポストカードがセットで貰えた。
2. 2巻 ISBN 9784048684347（2010年2月27日発売）
3. 3巻 ISBN 9784048689793（2010年11月27日発売）  - 週アスLIVE!のイベントにて通常版とは別デザインの掛け替えカバーを配布した。
4. 4巻 ISBN 9784048705615（2011年6月27日発売）
5. 5巻 ISBN 9784048860413（2011年11月26日発売）
6. 6巻 ISBN 9784048866590（2012年6月27日発売）
7. 7巻 ISBN 9784048911184（2012年11月27日発売）
8. 8巻 ISBN 9784048916950（2013年6月27日発売）
9. 9巻 ISBN 9784048660365（2013年11月27日発売）
10. 10巻 ISBN 9784048666251（2014年7月25日発売）

- 2011年6月から週刊アスキーBOOKSシリーズ各誌にて描きおろしイラストと4コマ漫画が数点掲載